# 海腹川背・旬
『海腹川背・旬』（うみはらかわせ しゅん）は、1997年2月にエクシングより発売されたPlayStation用アクションゲーム（ラバーリングアクションゲーム）。スーパーファミコン用ソフト『海腹川背』の続編である。
なお、本項では本作に新規要素を加えた『海腹川背・旬 〜セカンドエディション〜 マル安シリーズ（1）』および『海腹川背・旬 〜セカンドエディション〜完全版』も併せて記載する。

## 概要
前作に引き続き、ゲームデザイン・プログラムは酒井潔、キャラクターデザインは近藤敏信、音楽はPas de chatが担当している。
プログラムはプレイステーションに合わせて刷新され、地形はポリゴンによる3D描画が行われるようになった。キャラクターは従来のドット絵ではなく、近藤敏信の絵をスキャンしたものをベースに調整されている。 
音楽は、ゲームオーバー時の曲を除いて全て新曲である。前作では6曲あったBGMは4曲に減少したが、歌入りのテーマ曲が2曲追加された（後述）。
前作から難易度やフィールド構成の再調整に加え、若干操作感が異なるものとなり、実質的には続編という位置付けのものとなる。しかし、本作のタイトルは『海腹川背2』とされず、「『海腹川背2』とはちょっと違う位置付けのもの」ということで『海腹川背・旬』と名づけられた。

## テーマ曲及び企業広告について
海腹川背の声（企業広告中のみ）とテーマ曲を小森まなみが担当している。テーマ曲については、
- ときめきが目を覚ましてる（作詞：藤原美穂、作曲：本山淳弘、編曲：中野雅仁）
- 空の青さ（作詞：散々未散、作曲：本山淳弘、編曲：本山淳弘/大木雄司）

の2曲が存在する。どちらもネームエントリー時に聴くことができ、「ときめきが目を覚ましてる」はゲームオーバーの場合、「空の青さ」はゲームクリアの場合にそれぞれ流れる。プレイ成績で6位以下となる場合は歌を聴くことはできない。なお「空の青さ」の歌詞は2番目が存在するが、ゲーム中では1番しか歌われない。
2008年7月23日に前作分を含む『海腹川背 サウンドトラック』が発売、「空の青さ」のフルコーラスバージョンも収録されている。
2024年2月21日には、小森まなみ本人のアルバム『JEWEL』に上記2曲のフルコーラスバージョンが収録された。
本作にはOP、EDムービーは存在せず、ネームエントリー時の画面において川背さんが見ているテレビに映っている映像の体をとって低解像度の物が表示されるのみである(このため、斜めからわずかに見えるだけで真正面から見ることはできない)。このムービーは『海腹川背Portable』において、高解像度にした上で正式なエンディングムービーとして採用され、『海腹川背 サウンドトラック』の特典DVDにも収録された。
なお、特定の面をクリアすると玉露園、釣具のミッチェル、本作の開発元と思われる「ジャックポット」の企業広告が挿入される。『セカンドエディション』では企業広告はカットされ、キャラクターデザインを担当した近藤敏信の書き下ろしイラストが表示される。

## 本作におけるバグ
リプレイデータを保存する際のファイル名を「こ」で始まるものに指定した場合、そのデータ自体が保存されないだけでなく、メモリーカード上のシステムデータまでも破壊するバグが報告されている。
本作においては、リプレイデータ名を「こ」で始まらないようにする以外の対策法は存在せず、修正版が配布されることはなかった。なお、『セカンドエディション』ではこのバグは修正されている。

## 海腹川背・旬 〜セカンドエディション〜
エクシングより2000年1月20日に「マル安シリーズ」として廉価版が発売されるに当たり、本作には『セカンドエディション』の副題が付加されると共に以下の変更が施された。
- パッケージに近藤敏信による新規イラストを使用
- 企業広告の廃止とそれに代わる描き下ろしイラストの採用。
- 3つの高難度フィールドを新規追加（フィールド56・57・58）とそれに伴うフィールド48からの到達ルート変更。
- 一部のバグ修正(上述のリプレイデータの名称に纏わるバグも修正済み)

リプレイデータについての本作との上位互換性は保たれており、『セカンドエディション』においても本作のリプレイデータは再生可能である。
2012年9月26日にはスタジオ最前線からゲームアーカイブスとして配信を開始している。

## 海腹川背・旬 〜セカンドエディション〜完全版
2009年10月29日にGenterpriseからニンテンドーDSソフトとして発売された。以下の要素が追加されている。
- 新フィールドの追加。
- 近藤敏信のギャラリー画集を収録。
- スーパーファミコン版『海腹川背』を収録。

## 関連作品
派生作品
- 『TECH PlayStation』付属CD-ROM

雑誌『TECH PlayStation』1997年6月から8月号の3号に付属したCD-ROMに、雑誌オリジナルフェールドステージが収録された。6月号では振り子アクション、7月号ではロケットジャンプ、8月号では垂直壁登りといった、中級者向けアクションの練習を目的としたステージ構成になっている。なお、7、8月号に収録されているゲームでは、バグのためか効果音が鳴らない。
他に、7、8月号には、TV版CM動画も収録された。
- とびだせ! 海腹川背

ソニー・コンピュータエンタテインメントの「ネットやろうぜ!」のゲーム開発キット、通称「黒ステ」上で動作するものとして、プログラマーの酒井潔が配布した作品。
内容は、本作をベースに3D的な視覚効果を付与したものである。視点が操作に合わせてダイナミックに動くなど、あくまで実験的な作品である。
配布はプログラムのみでグラフィックやサウンドデータなどは含まれず、動作にはデータ参照のために製品版のCD-ROMが必要とした。このため、著作権上の問題は薄いと思われたが、ゲーム会社からクレームがあり配布停止に至った。
攻略本
- 海腹川背・旬 PERFECT GUIDE BOOK（新声社）
- 海腹川背・旬 攻略ガイドブック（ティーツー出版）